# Chris Dingman
Christopher Dingman (né le 6 juillet 1976 à Edmonton, dans la province de l'Alberta au Canada) est un joueur professionnel retraité de hockey sur glace ayant évolué à la position d'ailier gauche.

## Carrière
Réclamé au premier tour par les Flames de Calgary lors du repêchage de 1994 de la Ligue nationale de hockey alors qu'il évolue pour les Wheat Kings de Brandon de la Ligue de hockey de l'Ouest. Dingman retourne avec ces derniers pour deux autres saisons, participant chaque année au tournoi de la Coupe Memorial.
Devenant joueur professionnel en 1996, il rejoint le club affilié aux Flames dans la Ligue américaine de hockey, les Flames de Saint-Jean puis progresse l'année suivante avec le grand club. Commençant la saison 1998-1999 avec Saint-Jean, il n'est rappelé que pour deux rencontres par les Flames avant d'être échangé en compagnie de Theoren Fleury à l'Avalanche du Colorado.
Le robuste ailier reste dans l'organisation de l'Avalanche durant deux saisons, remportant avec eux la Coupe Stanley au terme de la saison 2000-2001. Ces célébrations sont de courte durées puisque quelques jours seulement après avoir mis la main sur le précieux trophée, il est échangé aux Hurricanes de la Caroline.
S'alignant que pour trente rencontres avec les Hurricanes, il passe aux mains du Lightning de Tampa Bay à la date limite des échanges, le 5 mars 2001. Il demeure avec le Lightning pour les deux saisons suivantes, remportant la Coupe Stanley pour une deuxième fois de sa carrière avec l'équipe 2003-2004 de l'équipe floridienne.
Inactif lors de la saison 2004-2005 en raison d'un lock-out qui paralyse la LNH, il revient au jeu la saison suivante avec le Lightning ainsi que leur club affilié de la LAH, les Falcons de Springfield.
Devenant agent libre à l'été suivante, il s'entend pour une saison avec le Södertälje SK et remporte avec eux le championnat de l'Allsvenskan en Suède puis rejoint pour une année le AaB Ishockey de l'AL-Bank ligaen au Danemark. Au terme de cette dernière saison, il se retire de la compétition.

### Statistiques en club
| Saison     | Équipe                    | Ligue          |     | Saison régulière | Saison régulière | Saison régulière | Saison régulière | Saison régulière |    | Séries éliminatoires | Séries éliminatoires | Séries éliminatoires | Séries éliminatoires | Séries éliminatoires |
| Saison     | Équipe                    | Ligue          | PJ  | B                | A                | Pts              | Pun              | PJ               | B  | A                    | Pts                  | Pun                  |                      |                      |
| 1992-1993  | Wheat Kings de Brandon    | LHOu           | 50  | 10               | 17               | 27               | 64               | 4                | 0  | 0                    | 0                    | 0                    |                      |                      |
| 1993-1994  | Wheat Kings de Brandon    | LHOu           | 45  | 21               | 20               | 41               | 77               | 13               | 1  | 7                    | 8                    | 39                   |                      |                      |
| 1994-1995  | Wheat Kings de Brandon    | LHOu           | 66  | 40               | 43               | 83               | 201              | 3                | 1  | 0                    | 1                    | 9                    |                      |                      |
| 1995       | Wheat Kings de Brandon    | Coupe Memorial | -   | -                | -                | -                | -                | 2                | 0  | 0                    | 0                    | 0                    |                      |                      |
| 1995-1996  | Wheat Kings de Brandon    | LHOu           | 40  | 16               | 29               | 45               | 109              | 19               | 12 | 11                   | 23                   | 60                   |                      |                      |
| 1996       | Wheat Kings de Brandon    | Coupe Memorial | -   | -                | -                | -                | -                | 4                | 1  | 1                    | 2                    | 8                    |                      |                      |
| 1995-1996  | Flames de Saint-Jean      | LAH            | -   | -                | -                | -                | -                | 1                | 0  | 0                    | 0                    | 0                    |                      |                      |
| 1996-1997  | Flames de Saint-Jean      | LAH            | 71  | 5                | 6                | 11               | 195              | -                | -  | -                    | -                    | -                    |                      |                      |
| 1997-1998  | Flames de Calgary         | LNH            | 70  | 3                | 3                | 6                | 149              | -                | -  | -                    | -                    | -                    |                      |                      |
| 1998-1999  | Flames de Saint-Jean      | LAH            | 50  | 5                | 7                | 12               | 140              | -                | -  | -                    | -                    | -                    |                      |                      |
| 1998-1999  | Flames de Calgary         | LNH            | 2   | 0                | 0                | 0                | 17               | -                | -  | -                    | -                    | -                    |                      |                      |
| 1998-1999  | Bears de Hershey          | LAH            | 17  | 1                | 3                | 4                | 102              | 5                | 0  | 2                    | 2                    | 6                    |                      |                      |
| 1998-1999  | Avalanche du Colorado     | LNH            | 1   | 0                | 0                | 0                | 7                | -                | -  | -                    | -                    | -                    |                      |                      |
| 1999-2000  | Avalanche du Colorado     | LNH            | 68  | 8                | 3                | 11               | 132              | -                | -  | -                    | -                    | -                    |                      |                      |
| 2000-2001  | Avalanche du Colorado     | LNH            | 41  | 1                | 1                | 2                | 108              | 16               | 0  | 4                    | 4                    | 14                   |                      |                      |
| 2001-2002  | Hurricanes de la Caroline | LNH            | 30  | 0                | 1                | 1                | 77               | -                | -  | -                    | -                    | -                    |                      |                      |
| 2001-2002  | Lightning de Tampa Bay    | LNH            | 14  | 0                | 4                | 4                | 26               | -                | -  | -                    | -                    | -                    |                      |                      |
| 2002-2003  | Lightning de Tampa Bay    | LNH            | 51  | 2                | 1                | 3                | 91               | 10               | 1  | 0                    | 1                    | 4                    |                      |                      |
| 2003-2004  | Lightning de Tampa Bay    | LNH            | 74  | 1                | 5                | 6                | 140              | 23               | 1  | 1                    | 2                    | 63                   |                      |                      |
| 2005-2006  | Lightning de Tampa Bay    | LNH            | 34  | 0                | 1                | 1                | 22               | 3                | 0  | 0                    | 0                    | 19                   |                      |                      |
| 2006-2007  | Södertälje SK             | Allsvenskan    | 27  | 6                | 10               | 16               | 76               | 10               | 0  | 0                    | 0                    | 4                    |                      |                      |
| 2007-2008  | AaB Ishockey              | AL-Bank ligaen | 24  | 11               | 6                | 17               | 36               | 5                | 2  | 0                    | 2                    | 4                    |                      |                      |
| Totaux LNH | Totaux LNH                | Totaux LNH     | 385 | 15               | 19               | 34               | 769              | 52               | 2  | 5                    | 7                    | 100                  |                      |                      |

## Honneurs et trophées
- Ligue nationale de hockey
  - Vainqueur de la Coupe Stanley avec l'Avalanche du Colorado en 2001 et le Lightning de Tampa Bay en 2004.
- Allsvenskan
  - Vainqueur du championnat de la ligue avec le Södertälje SK en 2007.

## Transactions en carrière
- Repêchage 1994 : Réclamé par les Flames de Calgary (1er choix de l'équipe, 19e au total).
- 28 février 1999 : échangé par les Flames avec Theoren Fleury à l'Avalanche du Colorado en retour de René Corbet, Wade Belak, Robyn Regehr ainsi que le choix de deuxième ronde de l'Avalanche au repêchage de 2000 (les Flames sélectionnent avec ce choix Jarret Stoll).
- 15 novembre 2000 : rate la majorité de la saison 2000-2001 en raison d'une blessure à un genou survenu lors d'une rencontre contre les Sénateurs d'Ottawa.
- 24 juin 2001 : échangé par l'Avalanche aux Hurricanes de la Caroline en retour du choix de cinquième ronde des Canes au repêchage de 2001 (l'Avalanche sélectionne avec ce choix Mikko Viitanen).
- 5 mars 2002 : échangé par les Hurricanes avec Shane Willis au Lightning de Tampa Bay en retour de Kevin Weekes.